# Grecia all'Eurovision Young Dancers
La Grecia ha debuttato all'Eurovision Young Dancers nel 1993, partecipando per un totale di otto edizioni, qualificandosi per la finale solamente in 4 edizioni (1995, 1997, 2001 e 2011). L'emittente greca ERT, si ritirò dall edizione del 2013, senza un ritorno a competere in programma. L'ultima apparizione della Grecia al contest risale all'edizione del 2011.

## Partecipazioni
| Anno | Rappresentante                | Semifinale      | Finale                 |
| ---- | ----------------------------- | --------------- | ---------------------- |
| 1993 | Theodora Bourbou              | Non Qualificata | -                      |
| 1995 | Franghiskos Toumbakaris       | -               | -                      |
| 1997 | Nefeli Markaki                | Non Qualificata | -                      |
| 1999 | Maria Boubouli                | -               | -                      |
| 2001 | Olga Tsimourta e Tina Nassika | Non Qualificate | -                      |
| 2003 | Elenina Nicolaou              | -               | 6 (Categoria Classica) |
| 2005 | Eleana Andreoudi              | -               | -                      |
| 2011 | Spiridoula Magouritsa         | Non Qualificata | -                      |